# Leidseplein

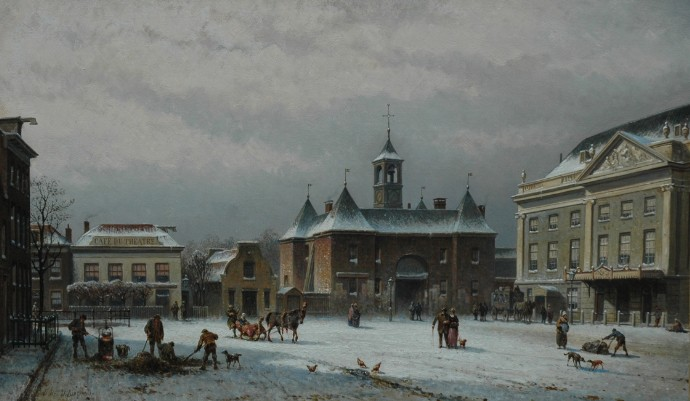
Leidseplein im Winter (Gemälde von Eduard Alexander Hilverdink, 1860)

Der Leidseplein (deutsch: „Leidener Platz“) ist ein Platz in der Innenstadt von Amsterdam. Neben dem Rembrandtplein zählt er zu den bekanntesten Vergnügungsstätten Amsterdams.

## Lage
Der Platz liegt an der südlichen Verlängerung der Leidsestraat und reicht an den Grachtengürtel. An der Südseite wird er vom Leidsepoort abgeschlossen. Nach Westen führt die Marnixstraat, nach Osten die Weteringschans. Vom Leidseplein abzweigende Gassen sind die Lijnbaansgracht nach Westen, die Korte Leidsedwaarsstraat nach Westen und Osten und die Kleine-Gartmanplantsoen nach Osten, jeweils nördlich der Marnixstraat bzw. der Weteringschans. Vom Leideseplein sind es circa 800 Meter zum bekannten Bloemenmarkt (Blumenmarkt).

## Geiselnahme im Apple-Store
Am 22. Februar 2022 nahm ein 27-jähriger Mann mindestens eine Person in einem Apple Store am Leidseplein als Geisel. Nach einem gewaltsamen Eindringen der niederländischen Polizei in den Laden konnten alle Geiseln sicher befreit werden. Bei dem Einsatz kam jedoch der Geiselnehmer ums Leben. Der niederländische Film iHostage aus dem Jahr 2025 dramatisiert den Vorfall.

## Geschichte
Der Leidsepoort, 1664 angelegt, war eines von acht Eingangstoren („Toegangspoort“) nach Amsterdam. Er wurde 1862 abgebrochen. Der Leidseplein erhielt seinen Namen nach dem Leidsepoort. Hier begann früher ein Weg zur Stadt Leiden. Am 3. Juni 1875 verkehrte die erste Pferdebahn vom Leidseplein zum östlich gelegenen Plantagenviertel. Am 14. August 1900 fuhr vom Leidseplein zum Haarlemmerplein erstmals eine elektrische Straßenbahn. 
Bereits 1955 wurde vom COC Nederland eine Diskothek als Treffpunkt für Homosexuelle mit dem Namen De Schakel am Leidseplein eröffnet. Dies blieb in den 1950er Jahren in Europa einzigartig. 
Anfang der 1960er Jahre entstand eine jugendliche Subkultur, die aus der Mittelschicht und der Arbeiterbevölkerung kam, Nozems genannt. Nozem war die Abkürzung für Nederlands–Onderdaan–Zonder–Einig–Moraal (deutsch: „Niederländischer Untertan ohne jegliche Moral“). Daraus entstand eine weitere Gruppe Jugendlicher, die Pleiners, deren Treffpunkt der Leidseplein war. Sie waren gegen die materialistische Wohlstandsgesellschaft und setzten sich gegen die „ältere Generation“ ab. Die Bevölkerung war empört, als die Polizei in den Medien bekanntgab, dass die Jüngsten der Pleiners, auch die Leidsepleinjeugd („Leidsepleinjugend“) genannt, eine große Anzahl Ladendiebstähle begangen hatten.
Heute ist der Leidseplein bei Niederländern und auch bei Touristen ein beliebtes Vergnügungsviertel mit internationalen Restaurants, Bars und Cafés. Hier liegen die Theater De Balie, Theater Bellevue sowie die Pop-, Rock- und Jazz-Konzertgebäude Melkweg, Paradiso und die Stadsschouwburg. Das 1771 ganz aus Holz gebaute Stadsschouwburg wurde 1870 durch einen großen Brand verwüstet und 1892 aus Stein wieder aufgebaut. Sie steht seit 1982 als Rijksmonument unter Denkmalschutz.
Der Leidseplein ist ein verkehrsreicher Platz mit mehreren Straßenbahnlinien, Taxis, Bussen, Fahrrad- und Autoverkehr. In naher Zukunft sollen die Taxistandplätze und die Straßenbahnhaltestellen, die direkt am Leidseplein liegen, verlegt werden, sowie ein unterirdischer Unterstand für 2700 Fahrräder gebaut werden, um den Platz übersichtlicher zu gestalten und vom Verkehr zu entlasten. 
Südlich des Platzes liegt die von dem niederländischen Architekten Piet Kramer 1917 entworfene Leidsebrug („Leidsebrücke“), die unter anderem zum Vondelpark führt. Hier liegt die Grünanlage Leidsebosje mit zwei Platanen, die einen Umfang von circa 6,5 Meter aufweisen und zu den größten Bäumen Amsterdams zählen. Gegenüber liegt das Holland Casino. Einmal im Jahr findet das IDFA für Dokumentarfilme rund um den Leidseplein statt. Ganz in der Nähe liegt das Tabakspfeifenmuseum Pipe-Museum-Amsterdam in der Prinsengracht 488.

## Trivia
Der Leidseplein wurde von dem niederländischen Revue-Schauspieler „Willy Walden“ (eigentlicher Name: Herman Jan Jacob „Hemmie“ Kaldewaay, 1905–2003) besungen, in dem Lied Als op de Leidseplein de lichtjes weer eens branden (deutsch: „Wenn auf dem Leidseplein die Lichter wieder einmal leuchten“).